# Valborg Eriksdotter
Valborg Eriksdotter, född omkring 1545, död omkring 1580, var frilla till den svenske prinsen hertig Magnus Vasa av Östergötland mellan 1560 och 1567. Hon och därefter Anna von Haubitz var hertigens enda kända frillor.  
Valborg Eriksdotters bakgrund är okänd, men hon tros ha varit dotter till en präst. Hon kunde både läsa och skriva, en sällsynt kunskap under hennes samtid. Hon blev troligen frilla till Magnus under år 1560, och följde med honom till Vadstena då han utnämndes till hertig av Östergötland. 
Valborg omtalas i hertigens bokföring först 1562. I källorna benämns hon som den "tyska adliga jungfrun".
Erik XIV gav henne en stor mängd gåvor och pengabelopp för att få henne att kvarbli hos brodern under dennes mentala sjukdom: år 1563 mottog hon en guldkedja, en guldbrosch, tre guldringar med innefattade diamanter och ett pärlhalsband och ett guldarmband, och 1567 fick hon en summa på 800 mark. Valborg Eriksdotter krävde och fick en hel våning på Vadstena slott för sitt och sina barns personliga bruk, något Erik XIV:s egna frillor inte hade haft på hans slott. Hon besökte också ofta hovet i Stockholm, och tros vara den namnlösa frilla som nämns som en av Karin Månsdotters nära vänner under Sturemorden 1567. Hon var fortfarande Magnus frilla på Nyköpings slott hösten 1567, men i november samma år hade relationen avslutats. 
Valborg Eriksdotter gifte sig hösten 1567 med en inte närmare beskriven man kallad Mäster Hans. Senare samma år noteras att hon tillbringade en tid hos Magnus igen under en av hans sjukdomsperioder, men endast under en veckas besök. Hon ansågs av allt att döma ha haft ett gott inflytande över den psykiskt sjuke Magnus. Hösten 1568 blev hon änka och mottog av Johan III ett säteri Skoklosters socken i Uppland som pension; det byttes några år senare ut mot tre gårdar och två hemman som gav henne ett ännu högre underhåll. Hon gifte om sig med en viss Robert Skotte, sannolikt en av de talrika militärer från öriket i väster, Skottland, som gick i svensk tjänst.
Valborg Eriksdotter avled på okänd ort 1580, troligen på en av sina gårdar, möjligen av pesten som härjade det året.               Valborg Eriksdotter fick två döttrar under sin tid som frilla hos Magnus: Virginia (1560–1572?) och Lucretia Magnusdotter.